# DN1-es főút (Románia)
A DN1-es főút (románul drumul național 1) egy országút Romániában. 2016-ban a legforgalmasabb romániai útszakasz a DN1-es főútnak a bukaresti körgyűrűt Otopeni várossal összekötő 3,5 kilométeres szakasza volt, ahol naponta átlagosan több mint 65 000 gépjármű haladt át. A harmadik helyen a DN1-nek a DN1A és DN1B közötti 7,5 kilométeres szakasza volt, ahol naponta átlagosan több mint 33 000-es forgalmat mértek.

## Hossza
642 km hosszú, ez Románia leghosszabb főútja, áthalad Erdélyen. Az A3-as autópálya elkészülte tehermentesíteni fogja az utat.

## Érintett városok
Bukarest – Ploiești – Predeál – Brassó – Vidombák – Feketehalom – Fogaras – Nagyszeben – Szászsebes – Gyulafehérvár – Nagyenyed – Torda – Kolozsvár – Bánffyhunyad – Élesd – Nagyvárad – Bors (majd Magyarország)

## Képek
|  |  |